# Морская мышь (полихета)
Морская мышь, или афродита, или морская гусеница (лат. Aphrodita aculeata) — вид морских многощетинковых червей из семейства Aphroditidae. Латинское родовое название образовано от имени древнегреческой богини любви Афродиты, а русское связано с покрывающими спинную сторону тела многочисленными щетинками, напоминающими войлок.

## Строение
Тело взрослых червей имеет овальную форму, в длину может доходить до 10—20 см, а в ширину — до 5 см. Морские мыши обычно имеют длину 7-15 сантиметров, но в редких случаях некоторые достигают длины 30 сантиметров. Тело морской мыши сегментированное и состоит из сорока сегментов. Слегка изогнутая спина покрыта густым слоем волосообразных щетинок длиной около 2,5 см. Щетинки морской мыши - это ничто иное, как плотно прилегающие друг к другу волоски или модифицированные чешуйки, образованные из хитина — того же самого, который придает радужное свечение многим насекомым. У морской мыши есть несколько типов щетинок — эти щетинки являются полыми. Некоторые из тончайших щетинок на спине морской мыши намного тоньше, чем человеческий волос. Около рта Морских мышей расположены две пары щупальцеобразных придатков. Глаза отсутствуют. Передвижение осуществляется с помощью множества параподий, которые раскачиваются взад-вперёд. Морская мышь может быть коричневой, бронзовой, черной или желтой на вид и может казаться переливающейся при определенном освещении. При правильно направленном свете щетинки обволакиваются мягким ореолом из всех цветов радуги. Такое явление учёные называют иризацией. Каждый волосок или чешуйка меха Морской мыши представляет собой полую трубку, стенки которой состоят из 88-ми идеально шестиугольных цилиндров из хитина. Когда, эти цилиндры взаимодействуют друг с другом, образуется так называемый «кристалл полного спектра». Когда свет попадает на хитиновые трубки под разными углами, он преломляется, перемешивается и отражается обратно, внешне создавая постоянно меняющуюся радугу. Эти хитиновые чешуйки способны преломлять почти 100 % попадающего на них света.

## Распространение и образ жизни
Морские мыши распространены на европейском шельфе от Средиземного до Баренцева моря. Взрослые черви обитают на илистом дне, как правило, на глубине 1—2,5 тысяч метров. Они ведут хищный образ жизни, питаясь преимущественно другими полихетами, а также мелкими рачками, моллюсками и гидроидными полипами. 
Если наблюдать за морской мышью в аквариуме, можно увидеть, что она производит много беспокойных движений и каждые 24 секунды выпускает струю воды. 

## Открытие
Впервые описал и назвал Морскую мышь Карл Линней в XVIII веке, назвав её Афродитой. Госсе добавил, что это «колючая Афродита, которая отражает солнечные лучи из морских глубин и демонстрирует такие же яркие цвета, как и павлин, который показывает свой хвост, украшенный драгоценностями».